# فرسنو د کاراسنا

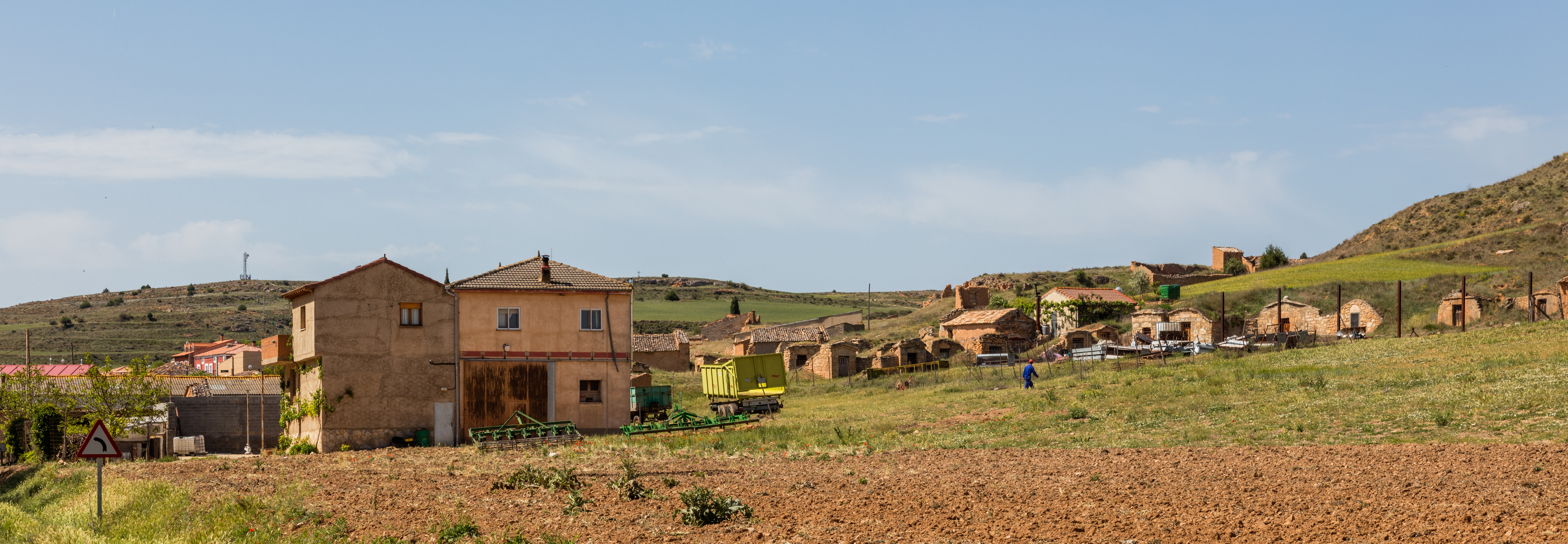
نمایی از فرسنو د کاراسنا در استان سریا، اسپانیا - ۲۰۱۷

فرسنو د کاراسنا (به انگلیسی: Fresno de Caracena) یک شهرداری واقع در استان سریا، در منطقه خودمختار کاستیا و لئون، اسپانیا است. این شهرداری بنابر سرشماری سال ۲۰۱۳ جمعیتی برابر با ۲۸ نفر داشته است؛ و یکی از مناطق کم جمعیت کشور است. فرسنو د کاراسنا زادگاه پر آبات نویسندهٔ کتاب «کانتار دل میو سید» است.